# Prilednikovoye Lake
Der Prilednikovoye Lake (russisch Озеро Приледниковое Osero Prilednikovoje, deutsch ‚Vor-Gletscher-See‘) ist ein See unweit der Prinzessin-Astrid-Küste des ostantarktischen Königin-Maud-Lands. Er liegt 2 km südsüdwestlich des Tyuleniy Point in der Schirmacher-Oase.
Teilnehmer einer sowjetischen Antarktisexpedition, die ihn auch benannten, kartierten den See im Jahr 1961. Das Advisory Committee on Antarctic Names übertrug diese Benennung 1970 ins Englische.